# Saint-Quentin-de-Blavou
Saint-Quentin-de-Blavou település Franciaországban, Orne megyében. Lakosainak száma 77 fő (2022. január 1.). Saint-Quentin-de-Blavou Buré, Coulimer, La Mesnière, Pervenchères és Saint-Julien-sur-Sarthe községekkel határos.

## Népesség
A település népessége az elmúlt években az alábbi módon változott:
| Lakosok száma | 74   | 73   | 71   | 72   | 72   | 72   | 75   | 77   |
|               | 2013 | 2015 | 2017 | 2018 | 2019 | 2020 | 2021 | 2022 |